# Купа щебеню
В астрономії: купа щебеню — це небесне тіло, яке не є монолітним, натомість воно складається з численних камінців, які зібралися в купу під дією гравітації. Купа щебеню має малу щільність, оскільки між камінцями, з яких вона складається, багато порожнин.
Об'ємна щільність астероїдів Бенну і Рюгу свідчить, що за своєю внутрішньою структурою вони є купою щебеню. Вважається, що багато комет і більшість малих планет складаються каменів, які зібралися докупи.

## Малі планети

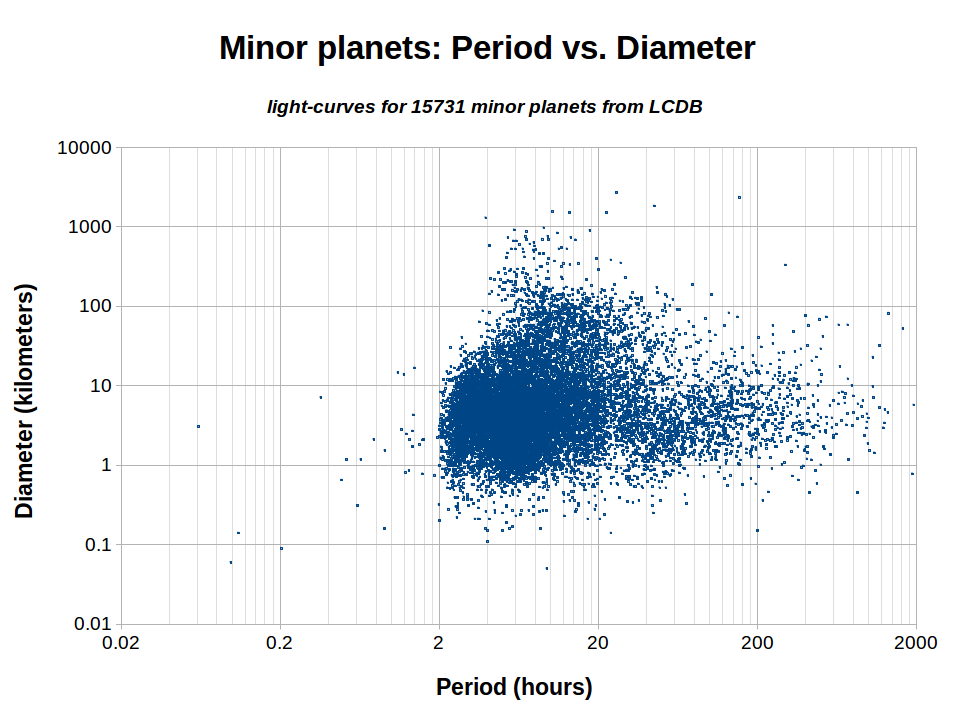
Періоди обертання великої кількості малих планет. Більшість малих небесних тіл мають період обертання від 2,2 до 20 годин, і вважається, що вони є купами щебеню. Тіла, які обертаються швидше, ніж за 2,2 години, можуть бути тільки монолітними, оскільки інакше вони просто розлетяться під дією відцентрових сил. Це пояснює, чому серед малих планет мало таких, які швидко обертаються.

Вважається, що більшість невеликих астероїдів — це купи щебеню.
Купи щебеню утворюються, коли астероїд або супутник (який спочатку може бути й монолітом) розбиваються на шматки внаслідок удару, і невдовзі окремі шматки знову зливаються в одне тіло, переважно за рахунок власної гравітації. Зазвичай таке злиття триває від кількох годин до кількох тижнів.
Коли астероїд, який є купою щебеню, проходить неподалік набагато масивнішого тіла, припливні сили змінюють його форму.
Розраховуючи щільність астероїдів, вчені вже давно підозрювали, що в багатьох випадках вони є купами щебеню. Обчислені щільності часто виявлялися значно меншими, ніж у метеоритів, які іноді ідентифікували як шматки астероїдів.
Багато астероїдів із низькою щільністю вважаються купами щебеню, наприклад 253 Матільда. Маса Матільди, визначена місією NEAR Shoemaker, є надто низькою для її спостережуваного об'єму, якщо врахувати, що її поверхня складається з каміння. Навіть якби Матільда складалася б із льоду з тонкою кіркою гірської породи, це не забезпечило б належної щільності. Крім того, великі ударні кратери на Матільді є свідченням того, що вона зазнавала зіткнень із метеоритами, які розбили б монолітне тіло на шматки.
Однак першим сфотографованим астероїдом, який однозначно ідентифікували як купу щебеню, став 25143 Ітокава, який не має явних ударних кратерів, а отже, майже напевно є результатом злиття пошматованих фрагментів.
Астероїд 433 Ерос, головна ціль місії NEAR Shoemaker, хоч він увесь і вкритий тріщинами, був усе ж ідентифікований як суцільне тіло. Було виявлено, що інші астероїди (зокрема, можливо, й Ітокава) є контактно-подвійними малими тілами — тобто кожен із них являє собою два окремих тіла, які торкаються одне одного; уламки можуть як заповнювати, так і не заповнювати місце їхнього контакту.
Утворення великих внутрішніх пустот є можливим унаслідок дуже малої ваги більшості астероїдів. Попри тонкий зовнішній шар реголіту (принаймні при роздільній здатності космічних апаратів), гравітація астероїда настільки слабка, що домінуючою силою є тертя між фрагментами: воно не дає змоги дрібним шматочкам переміститися всередину й заповнити пустоти.
Усі найбільші астероїди (1 Церера, 2 Паллада, 4 Веста, 10 Гігея, 704 Інтерамнія) — це суцільні тіла, усередині яких немає великих пустот. Можливо, поясненням цього є їхні розміри: вони достатньо великі, щоб не руйнуватися від зіткнень із метеоритами. Можливо також, що Церера та кілька інших найбільших астероїдів є надто масивними: навіть якщо такий астероїд унаслідок удару розбивається на шматки, які не розлітаються, а знову збираються в єдине тіло; їхня самогравітація виявляється достатньо великою, щоб стиснути їх настільки щільно, щоб пустот між ними не залишалося. Зокрема, Веста з моменту свого утворення спромоглася вціліти після принаймні одного потужного удару. Вона виявляє ознаки гравітаційної диференціації внутрішньої структури. Це випливає з наявності величезного кратера на її поверхні; він же вказує на те, що Веста не є купою щебеню. Відтак, це є свідченням того, що великий розмір слугує захистом від перетворення небесного тіла на купу щебеню.

## Комети
Дані спостережень свідчать, що ядро комети може бути не єдиним суцільним тілом, а агломерацією дрібних фрагментів, які слабко пов'язані одне з одним і час від часу зазнають руйнівних подій, хоча очікується, що великі фрагменти комет спершу утворилися в процесі конденсації, а не ударного зіткнення уламків, як у випадку з астероїдами. Утім, спостереження in situ, проведені космічним апаратом «Розетта», вказують на те, що цей процес може бути складнішим.

## Супутники
Фобос, більший із двох природних супутників планети Марс, теж вважається купою щебеню, яку утримує тонка реголітова кора завтовшки 100 м. Спектроскопія складу Фобоса дає змогу припустити, що Фобос може бути захопленим астероїдом основного поясу.